# Podarcis hispanicus
La lucertola iberica o lucertola spagnola (Podarcis hispanicus (Steindachner, 1870)), 
dal greco antico  ποδάρκης  (podarcis = piè veloce), è un rettile appartenente alla famiglia dei lacertidi.

## Biologia

### Riproduzione
È una specie ovipara. Si riproduce  più volte in un anno deponendo da una a cinque uova.

## Distribuzione e habitat
P. hispanicus è diffusa in quasi tutta la penisola iberica e nelle zone meridionali della Francia. Il suo areale si estende fino alle Isole Columbretes e Chafarinas.
L'habitat di P. hispanicus è rappresentato da aree rocciose o ricche di vegetazione. La si può trovare anche presso muri di pietra o nelle fessure delle case di campagna. Segnalata dal livello del mare, fino a 3.481 metri di altezza.

## Tassonomia
Inizialmente, a P. hispanicus era stata assegnata la sottospecie P. h. vaucheri, ma in seguito, venne riconosciuta come una specie a parte. Un'altra possibile sottospecie è P. h. atrata, endemica delle Isole Columbretes e Chafarinas, ma la questione è ancora infondata.